# Borăscu

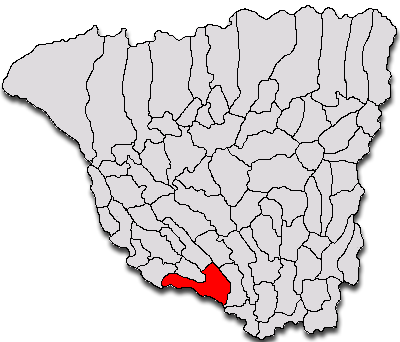

Borăscu é uma comuna romena localizada no distrito de Gorj, na região de Oltênia. A comuna possui uma área de 72.07 km² e sua população era de 3656 habitantes segundo o censo de 2007.